# Činovi i obilježja SA-a
Činovi i obilježja SA-a (Sturmabteilung) bili su prvi paravojni sustav činova Nacističke stranke. Naslove i izraze SA prihvatile su i druge nacističke paravojne organizacije, kao što je Schutzstaffel (SS). Rani činovi SS-a bili su identični činovima SA-a, jer je tada SS smatran samo podorganizacijom SA-a.

## 1920. – 1923.
Prvi činovi SA zapravo su bili samo naslovi bez obilježja. Pripadnici SA nosili bi poveznicu oko ruke sa svastikom. U samom početku postojanja, SA je imao četiri osnovna naziva:
- Oberster SA-Führer (Vrhovni vođa SA-a)
- SA-Oberführer (Viši vođa SA-a)
- SA-Führer (Vođa SA-a)
- SA-Mann (Čovjek SA-a)

## 1925. – 1928.
1925. dogodila se reorganizacija i ponovna uspostava SA-a, nakon što je bio ukinut nakon neuspjelog Pivskoga puča. Tada je sastavljen jednostavan sustav činova i napravljena su prva obilježja.
| Čin SA-a         | Prijevod       |  |
| Čin SA-a         | Prijevod       |  |
| Gruppenführer    | Vođa skupine   |  |
|                  |                |  |
| Oberführer       | Viši vođa      |  |
|                  |                |  |
| Standartenführer | Vođa pukovnije |  |
|                  |                |  |
| Sturmführer      | Jurišni vođa   |  |
|                  |                |  |
| Mann             | Čovjek         |  |

## 1928. – 1932.
1928. sustav činova SS-a se proširio, a počinju se rabiti kolarne oznake čina s točkama i prugama.  SA također uvodi i kolarnu oznaku jedinice, koja se nosila suprotno od oznake čina, te također, uvedena je i oznaka čina na ramenima da bi se razlikovali vojnici, vođe, ili više vođe.
| Čin SA           | Odgovarajući čin u vojsci |  |
| Čin SA           | Odgovarajući čin u vojsci |  |
| Gruppenführer    | General                   |  |
|                  |                           |  |
| Oberführer       | Brigadir                  |  |
|                  |                           |  |
| Standartenführer | Pukovnik                  |  |
|                  |                           |  |
| Sturmbannführer  | Bojnik                    |  |
|                  |                           |  |
| Sturmhauptführer | Satnik                    |  |
|                  |                           |  |
| Sturmführer      | Poručnik                  |  |
|                  |                           |  |
| Haupttruppführer | Časnički namjesnik        |  |
|                  |                           |  |
| Truppführer      | Narednik                  |  |
|                  |                           |  |
| Scharführer      | Kaplar                    |  |
|                  |                           |  |
| Mann             | Vojnik                    |  |

## 1932. – 1945.
1932., godinu dana no što je Adolf Hitler postao kancelar Njemačke, SA uvodi konačni sustav činova, koji će ostati nepromijenjen sve do raspada SA-a.
| Čin SA-a            | Prijevod                 | Odgovarajući čin u vojsci |  |
| Čin SA-a            | Prijevod                 | Odgovarajući čin u vojsci |  |
| Stabschef           | Zapovjednik stožera      | Feldmaršal                |  |
|                     |                          |                           |  |
| Obergruppenführer   | Viši vođa skupine        | General zbora             |  |
|                     |                          |                           |  |
| Gruppenführer       | Vođa skupine             | General pukovnik          |  |
|                     |                          |                           |  |
| Brigadeführer       | Vođa brigade             | General bojnik            |  |
|                     |                          |                           |  |
| Oberführer          | Viši vođa                | Brigadni general          |  |
|                     |                          |                           |  |
| Standartenführer    | Vođa pukovnije           | Pukovnik                  |  |
|                     |                          |                           |  |
| Obersturmbannführer | Viši vođa jurišnih trupa | Potpukovnik               |  |
|                     |                          |                           |  |
| Sturmbannführer     | Vođa jurišnih trupa      | Bojnik                    |  |
|                     |                          |                           |  |
| Sturmhauptführer    | Glavni jurišni vođa      | Satnik                    |  |
|                     |                          |                           |  |
| Obersturmführer     | Viši jurišni vođa        | Natporučnik               |  |
|                     |                          |                           |  |
| Sturmführer         | Jurišni vođa             | Poručnik                  |  |
|                     |                          |                           |  |
| Haupttruppführer    | Glavni vođa trupa        | Stožerni narednik         |  |
|                     |                          |                           |  |
| Obertruppführer     | Viši vođa trupa          | Nadnarednik               |  |
|                     |                          |                           |  |
| Truppführer         | Vođa trupa               | Narednik                  |  |
|                     |                          |                           |  |
| Oberscharführer     | Viši vođa skupine        | Desetnik                  |  |
|                     |                          |                           |  |
| Scharführer         | Vođa skupine             | Skupnik                   |  |
|                     |                          |                           |  |
| Rottenführer        | Vođa skupine             | Razvodnik                 |  |
|                     |                          |                           |  |
| Sturmmann           | Jurišno vojnik           | Pozornik                  |  |
|                     |                          |                           |  |
| Mann                | Čovjek/vojnik            | Vojnik                    |  |

## Oznake jedinica SA-a
SA je rabio boje i kolarne oznake da bi se napravila razlika između vojnika koji pripadaju različitim jedinicama. Oni koji su imali čin Obersturmbannführer i niže, kolarnu oznaku jedinice nosili su na desnoj strani kolara (ovratnika), nasuprot oznaci čina. Na oznaci je bio broj bojne i pukovnije u kojoj se bojna nalazila. Iznimka je ako bi SA-ovac bio premješten u stožer ili u neku drugu posebnu jedinicu SA-a.
Svi pripadnici SA-a imali su različite boje na kolaru da bi se znalo u kojoj su diviziji. Ovakva je bila shema boja SA-a iz 1944.:
- Crvena i zlatna: Zapovjednik osoblja SA-a
- Bijela i crvena: Vrhovno zapovjedništvo SA-a
- Crvena: Skupno osoblje SA-a
- Žuta: Skupina iz Šleske
- Zelena: Skupina iz Thüringena
- Plava: Skupina iz Hessea
- Smeđa: Skupina iz Westmarka
- Svjetloplava: Skupina iz Hochlanda
- Narančasta: Skupina iz Südwesta (jugozapad)
- Ružičasta: Skupina s Alpenlanda
- Svjetlo plava (sa zlatnom točkom): Skupina iz Sudeta
- Crna: Skupina iz oblasti Berlin-Brandenburg

Prije 1932., kada je Schutzstaffel bio dio SA-a, crne uniforme su označavale pripadnika SS-a